# Зозуля рудовола
Зозу́ля рудовола (Hierococcyx hyperythrus) — вид зозулеподібних птахів родини зозулевих (Cuculidae). Мешкає в Східній Азії.  Раніше вважався підвидом ширококрилої зозулі.

## Поширення і екологія
Рудоволі зозулі мешкають на сході Китаю, на Корейському півострові, в Японії та на Далекому Сході Росії. Взимку вони мігрують до В'єтнаму та на Калімантан. Частина популяцій, що мешкають на південному сході Китаю (в провінціях Цзянсі, Фуцзянь і Гуандун) не мігрують.
Рудоволі зозулі живуть в помірних і тропічних лісах, в садах і на плантаціях. Зустрічаються на висоті від 600 до 2800 м над рівнем моря. Живляться комахами, зокрема гусінню, а також ягодами і плодами. Рудоволим зозулям притаманний гніздовий паразитизм. Сезон розмноження триває з червня по вересень.